# Горње Соколово (Кључ)
Горње Соколово је насељено мјесто у општини Кључ, Босна и Херцеговина.

## Становништво
|        | 2013.      | 1991.        | 1981.        | 1971.        |
| Укупно | 0 (0,000%) | 161 (100,0%) | 256 (100,0%) | 456 (100,0%) |
| Срби   | –          | 161 (100,0%) | 254 (99,22%) | 456 (100,0%) |
| Остали | –          | –            | 2 (0,781%)   | –            |